# Cubryński Zwornik
Cubryński Zwornik – zwornik w masywie Cubryny w Tatrach Wysokich, w grani głównej Tatr Wysokich. Znajduje się na wysokości 2366 m, około 70 m na wschód od jej głównego wierzchołka. W kierunku północnym odgałęzia się na nim grań opadająca do Morskiego Oka. W głównej grani między Cubryńskim Zwornikiem a Hińczową Przełęczą znajduje się jeszcze Cubryński Ząb – niewielka turniczka mająca znaczenie topograficzne.
Nazwę zwornika wprowadził Władysław Cywiński w 8. tomie przewodnika Tatry. Zaznaczany jest na dokładnych mapach i opracowaniach topograficznych oraz figuruje w Państwowym Rejestrze Nazw Geograficznych.
W północnym kierunku od Cubryńskiego Zwornika do Turni Zwornikowej biegnie skalista grań. W odległości około 160 m na północ od szczytu Cubryńskiego Zwornika odgałęzia się od niej skalisty grzbiet z turniczką Żelazko. Zachodnie ściany grani Cubryńskiego Zwornika opadają do Zadniej Galerii Cubryńskiej, wschodnie do żlebu spod Hińczowej Przełęczy, północno-wschodnie do Wielkiej Galerii Cubryńskiej.

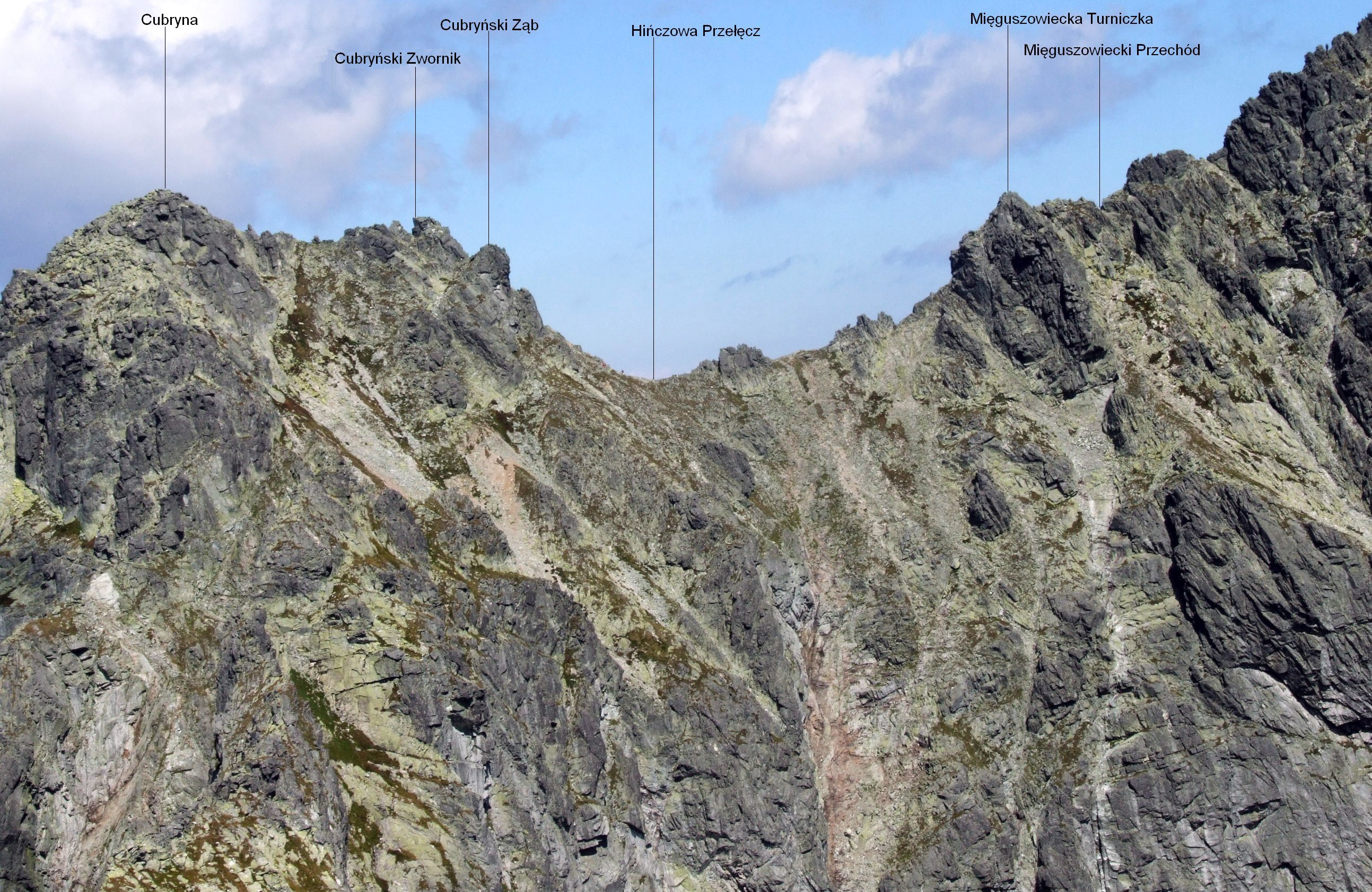
Widok z Doliny Hińczowej